# Philip Meinhold
Philip Meinhold (geboren 15. April 1971 in West-Berlin) ist ein deutscher Journalist und Autor.

## Leben
Nach Abitur und Buchhandelsausbildung besuchte Meinhold die Berliner Journalisten-Schule und hospitierte bei der deutsch-jüdischen Wochenzeitung Aufbau in New York. Ab 1995 arbeitete er als freier Autor für verschiedene Printmedien und insbesondere für die RBB-Sender Radio Fritz und radioeins. Von 2001 bis 2005 studierte er nebenberuflich am Deutschen Literaturinstitut Leipzig. 2002 erschien sein Erstlingsroman Apachenfreiheit, 2009 folgte Fabula rasa und 2015 die Familiengeschichte  Erben der Erinnerung. Von 2007 bis 2009 betreute Meinhold die Schreibwerkstatt in der Justizvollzugsanstalt für Frauen Berlin/Pankow. Daneben erschienen Kolumnen und Erzählungen in verschiedenen Anthologien sowie diverse Artikel bei der taz und der Berliner Zeitung. 2015 produzierte Meinhold die 9-teilige Podcast-Serie „Wer hat Burak erschossen?“ für radioeins und Kulturradio vom rbb, in der er dem ungeklärten Mord an dem 22-jährigen Berliner Burak Bektaş nachgeht. Die Serie wurde von den Medien als das „deutsche Serial“ wahrgenommen. 2017 folgte die Podcast-Serie „Bilals Weg in den Terror“ für NDR und rbb. Die Neue Zürcher Zeitung zählte beide Serien 2018 zu den besten investigativen Podcasts weltweit. 2020 veröffentlichte der rbb eine überarbeitete Neuauflage von „Wer hat Burak erschossen?“ mit neuen Recherchen und Interviews.
Für den rbb hatte er die Redaktion der preisgekrönten Podcast-Serie Cui bono – WTF happened to Ken Jebsen?. Ebenfalls für den rbb produzierte er 2024 den Podcast „Musik ist eine Waffe“ über die Band Ton Steine Scherben.
Meinhold lebt in Berlin.

## Veröffentlichungen (Auswahl)

### Bücher
- Erben der Erinnerung, Verbrecher-Verlag, Berlin 2015
- O Jugend, o West-Berlin, epubli Verlag, Berlin 2013
- Fabula rasa, Mitteldeutscher Verlag, Halle an der Saale 2009
- An, laut, stark – Das Fritz-Buch (als Hrsg.), Schwarzkopf & Schwarzkopf, Berlin 2003.
- Apachenfreiheit, Ullstein Verlag, München 2002

### Hörfunk
- Musik ist eine Waffe, 8-teilige Podcast-Serie, rbb 2024
- Mein Freund Floh, 4-teilige Podcast-Serie, rbb 2022
- Cui Bono – WTF happened to Ken Jebsen?, 6-teilige Podcast-Serie, Studio Bummens/NDR/rbb 2021 (als Redakteur für den rbb)
- Wer hat Burak erschossen?, 10-teilige Podcast-Serie, rbb 2015–2020 (überarbeitete Neuauflage)
- (als Regisseur und Redakteur:) Greenhouse, 5-teilige Podcast-Serie von Sophia Wetzke, rbb 2020[10]
- Burak und Luke – zwei Morde in Berlin-Neukölln, Feature, rbb 2018
- Bilals Weg in den Terror, Feature, NDR/rbb 2017
- Bilals Weg in den Terror, 5-teilige Podcast-Serie, NDR/rbb 2017
- Wer hat Burak erschossen?, 9-teilige Podcast-Serie, rbb 2015
- Der Traum vom Journalistenleben, Feature, rbb 2014
- Erben der Erinnerung, Feature, BR 2010

### Beiträge in Anthologien
- Weg mit dem Kretin, in: „Als wir alle wahnsinnig wurden“, Satyr Verlag, Berlin 2021.
- Generation XY … ungelöst, in: „Moment mal! Was die Zeit mit uns macht“, Rowohlt Berlin 2017
- Dinge im Rückspiegel können näher sein, als sie scheinen, in: „Risikoanalyse – Die besten Geschichten aus dem MDR-Literaturwettbewerb 2013“, poetenladen, Leipzig 2013.
- Und am Ende, ganz am Ende, in: „Risse im Beton“, Rotbuch Verlag, Berlin 2009.
- Fink, in: „Turboprop – Beste Stories“, Connewitzer Verlagsbuchhandlung, Leipzig 2008.
- Vermintes Gelände, in: „Die Zusammensetzung der Welt – Das Beste aus dem MDR-Literaturwettbewerb“, Mitteldeutscher Verlag, Halle 2008.
- Generation West-Berlin, in: „Hauptstadtbuch“, Verbrecher Verlag, Berlin 2005.
- Die traurigste Gegend der Welt, in: „Leipzigbuch“, Verbrecher Verlag, Berlin 2005.
- It’s my life, in: „Alles wird sich ändern, wenn wir groß sind“, Parthas Vlg., Berlin 2004.
- Saddam, in: „Die grünen Hügel Afrikas“, Verlag Faber & Faber, Leipzig 2004.